# Rumex hymenosepalus
Rumex hymenosepalus Torr. (canegra o rubarbo silvestre) es una especie de planta perenne fanerógama de la familia de las poligonáceas.

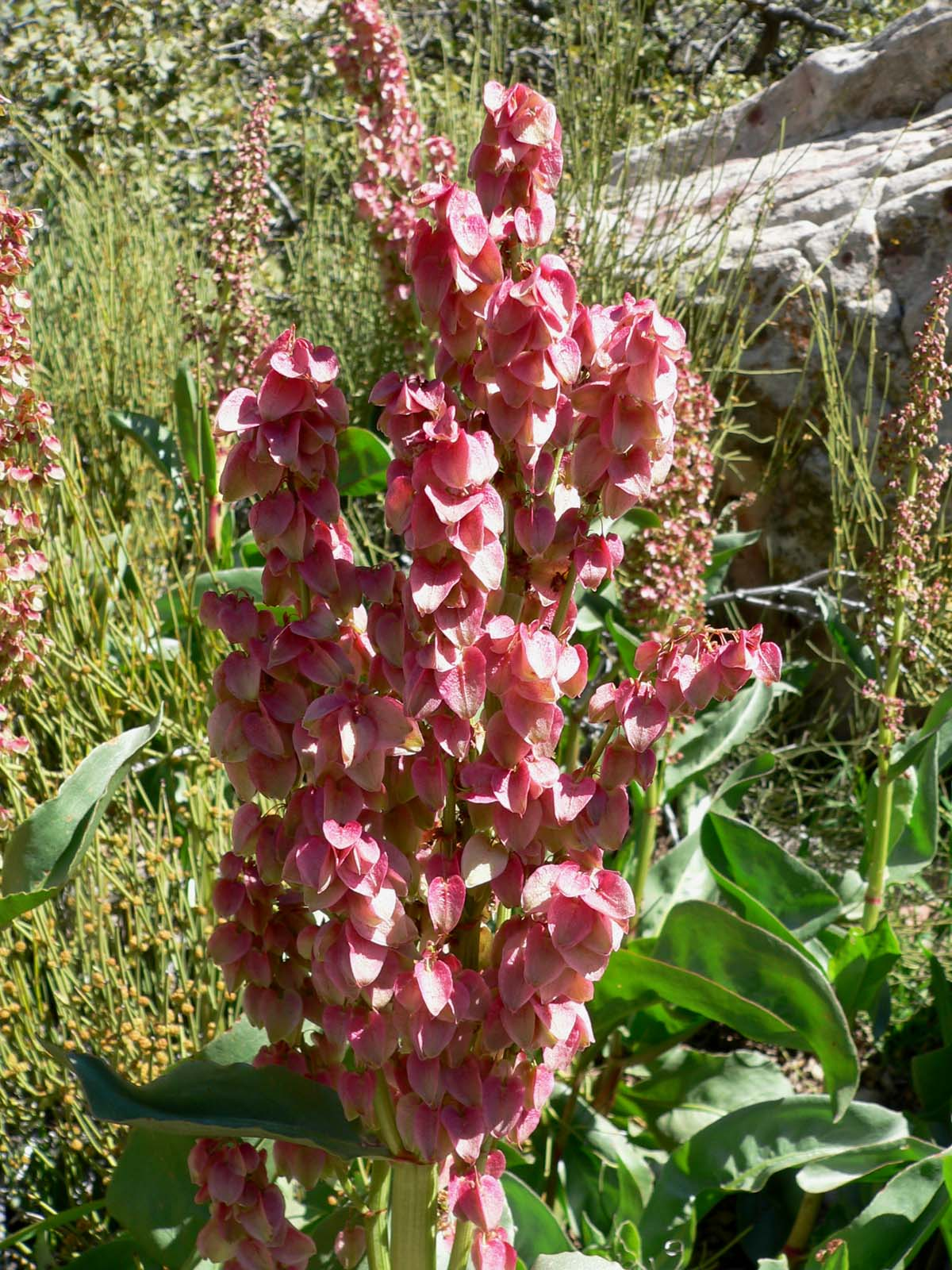
Inflorescencia

## Distribución
Es nativa de EE. UU. y de México. Se ha cultivado en el suroeste de Estados Unidos como una fuente de tanino, por su uso en el curtido de cuero.

## Descripción
Le crecen hojas basales muy grandes a principios de la primavera. Las flores se agrupan en un alto y fornido pedúnculo, éstas son minúsculas verdosas / rojas / amarillas que son sustituidas por vistosas vainas llenas de semillas de color rosa / rojo / marrón. Las hojas jóvenes de algunas especies de Rumex son apetitosas al cocinarlas, dando lugar al "ruibarbo salvaje". Las hojas persisten durante el verano, pero se endurece con la edad.

## Taxonomía
Rumex hymenosepalus fue descrita por John Torrey y publicado en Report on the United States and Mexican Boundary . . . Botany 2(1): 177–178. 1859.
Etimología
Ver: Rumex
hymenosepalus: epíteto latíno que significa "sépalos membranosos".
Sinonimia
- Rumex arizonicus Britton
- Rumex salinus A.Nelson
- Rumex hymenosepalus var. salinus (A. Nelson) Rech.
- Rumex saxei Kellogg[3]